# Strawn (Illinois)
Strawn es una villa ubicada en el condado de Livingston en el estado estadounidense de Illinois. En el Censo de 2010 tenía una población de 100 habitantes y una densidad poblacional de 74,97 personas por km².

## Geografía
Strawn se encuentra ubicada en las coordenadas 40°39′13″N 88°24′00″O / 40.65361, -88.40000. Según la Oficina del Censo de los Estados Unidos, Strawn tiene una superficie total de 1.33 km², de la cual 1.33 km² corresponden a tierra firme y (0%) 0 km² es agua.

## Demografía
Según el censo de 2010, había 100 personas residiendo en Strawn. La densidad de población era de 74,97 hab./km². De los 100 habitantes, Strawn estaba compuesto por el 98% blancos, el 0% eran afroamericanos, el 0% eran amerindios, el 1% eran asiáticos, el 0% eran isleños del Pacífico, el 0% eran de otras razas y el 1% pertenecían a dos o más razas. Del total de la población el 0% eran hispanos o latinos de cualquier raza.